# Порта Ардеатина
Ардеатинские ворота (Porta Ardeatina) — ворота стены Аврелиана в Древнем Риме.
Были устроены в южной части стены там, где начиналась дорога в Ардею — Via Ardeatina. В 1538 году эта часть стены и, возможно, сами ворота были разрушены при строительстве бастиона Сангалло. До нашего времени остались лишь косвенные свидетельства о прежних воротах в виде рисунков и планов. По свидетельству Джованни Франческо Поджо Браччолини, на воротах были надписи с именем римского императора Гонория, произведшего масштабную реконструкцию ворот.
Небольшой проход в стене Аврелиана остался до сих пор, но, судя по его величине, его нельзя назвать воротами.